# Arno (torrente)
L'Arno (detto anche comunemente Arnetta; in lombardo Arna) è un torrente che scorre in Lombardia, attraversando le province di Varese e di Milano, appartenente al bacino del Ticino.

## Percorso
L'Arno nasce presso la frazione Torre San Quirico di Varese, quasi al confine con Gazzada Schianno, e scorre in direzione nord-sud parallelo all'Autostrada A8. Nei suoi primi chilometri di corso l'Arno riceve il torrente Scironna (chiamato anche Scirona), alimentato dal Rubiaga, e il Riale della Trenca, alimentato dal Chiosetto. Successivamente il torrente passa da Castronno e poi bagna Albizzate, dove riceve le acque del Fosso Tenore, il suo secondo maggior tributario, che nasce nella zona di Sumirago.
L'Arno attraversa poi Solbiate Arno, Oggiona con Santo Stefano, dove riceve il Riale di Oggiona-Carnago, Cavaria con Premezzo, dove sono presenti alcune vasche di laminazione delle acque per evitare allagamenti a Cassano Magnago e Gallarate. Qui il torrente riceve il suo maggior tributario, il Sorgiorile, che nasce a Besnate nella zona dei fontanili, dalla confluenza di due rogge; una volta formatosi, il Sorgiorile bagna Besnate e la zona nord di Gallarate, passando a valle Crenna.
L'Arno prosegue bagnando Cardano al Campo, Samarate, Ferno e Lonate Pozzolo.
A Lonate Pozzolo, nella frazione di Sant'Antonino Ticino, l'Arno costeggia il depuratore Sant'Antonino, uno dei maggiori della Lombardia, che purifica le acque dei comuni del Consorzio Arno Rile Tenore, comprendente anche Gallarate e Busto Arsizio. Successivamente, incanalato, scorre fino a raggiungere le vasche di laminazione delle acque tra Castano Primo, Nosate e Lonate Pozzolo.

## Ilproblema Arno

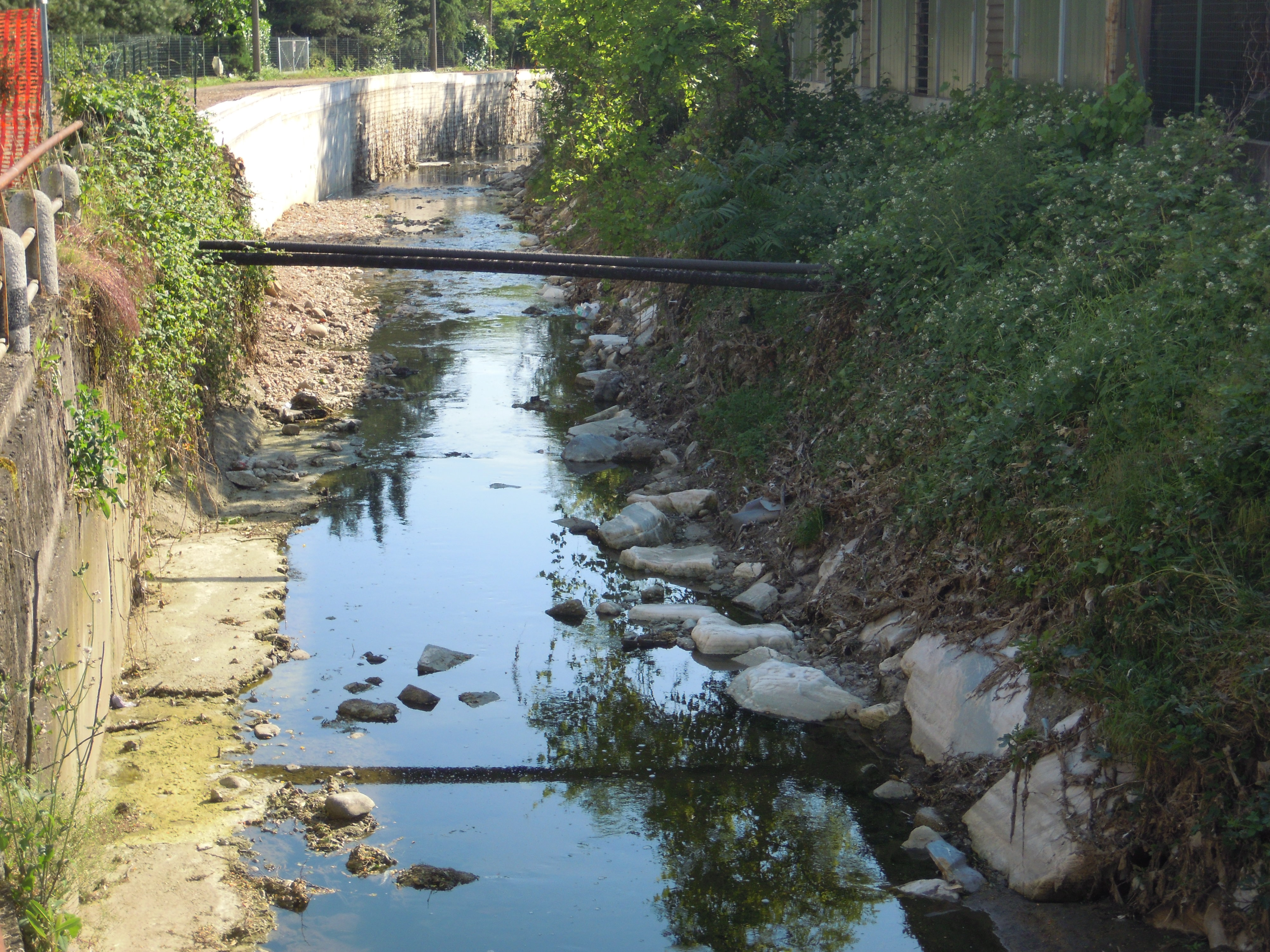
L'Arnetta a Samarate

L'Arno è un torrente molto inquinato; la qualità delle acque è stata giudicata pessima. Fino al 2000 le acque del torrente spagliavano nelle campagne tra Castano Primo, Nosate, Vanzaghello e Lonate Pozzolo, creando una grave situazione di degrado ambientale. Tuttavia, negli ultimi anni, sono state create, al confine tra Lonate Pozzolo, Nosate e Castano Primo, le vasche di laminazione e spagliamento controllato delle acque, che si estendono su 28 ettari. Esse evitano lo spagliamento delle acque, evitando così gravi problemi ambientali al territorio di Castano Primo.
Purtroppo, a causa di alcuni malfunzionamenti, e all'inadeguatezza dell'impianto, il tratto che scorre sino al Ticino (unito al Marinone, canale scolmatore del sistema idrico Naviglio Grande-Canale Industriale) è costantemente utilizzato; ciò ha creato numerose proteste da parte degli ambientalisti, poiché l'acqua dell'Arno è assai più inquinata rispetto a quella del Ticino, rischiando così l'inquinamento del fiume azzurro.
A valle di Cavaria con Premezzo, la situazione del torrente è decisamente migliore: a Gallarate la presenza di gallinelle d'acqua, rane e pesci testimonia una migliore qualità delle acque .
Non va però sottovalutato il problema degli scarichi abusivi, talvolta evidente: nel gennaio 2013 l'Arnetta si è colorata di grigio nella zona Nord di Gallarate proprio a causa di uno scarico abusivo.